# Nadzieja (województwo lubelskie)
Nadzieja – wieś w Polsce położona w województwie lubelskim, w powiecie parczewskim, w gminie Siemień. 
W latach 1975–1998 miejscowość położona była w województwie bialskopodlaskim.
Wieś stanowi sołectwo w gminie Siemień. Według Narodowego Spisu Powszechnego z roku 2011 wieś liczyła 233 mieszkańców.
Wierni Kościoła rzymskokatolickiego należą do parafii św. Mikołaja w Brzeźnicy Książęcej.